# Kalcitriol

Kalcitriol

Kalcitriol (též 1,25-dihydroxycholekalciferol či 1,25-dihydroxyvitamín D3) je steroidní hormon, který představuje vysoce aktivní formu vitamínu D. Vzniká z vitamínu D3 nejprve 25-hydroxylací v játrech a následnou 1-hydroxylací v ledvinách. Druhý jmenovaný krok je stimulován parathormonem, důležitým regulátorem vápníkového metabolismu produkovaným v příštítných tělískách.
Kalcitriol způsobuje zvyšování plazmatické koncentrace vápníku tím, že určitým způsobem stimuluje střevo, ledviny a kostní tkáň. Ve střevu zvyšuje tvorbu tzv. vápník vázajícího proteinu (calcium binding protein, calbindin), který přenáší vápník ze střeva do buněk střevního epitelu, odkud následně vápník proniká do krve. Určitým způsobem zároveň dochází i ke zvýšení absorpce fosforečnanů ze střeva. Dále je kalcitriol (ve velmi omezené míře) schopný stimulovat i reabsorpci vápníku v ledvinách, což snižuje jeho vylučování močí. Dále má účinky na kostní tkáň – v malých množstvích to není patrné, ale ve velmi vysokých koncentracích razantně odbourává kosti (zřejmě stimulací transportu vápníku přes buněčné membrány).